# 이현승 (2000년)
이현승(2000년 6월 15일 ~ )은 대한민국의 축구 선수로, 포지션은 중앙 미드필더이다. 현재 U리그 안동과학대학교 축구부 소속이다.

## 클럽 경력
이현승은 삼일공업고등학교 축구부 출신으로, 고등학교 졸업 직후 K리그1 2019 시즌을 앞두고 울산 현대와 프로 계약을 체결하였다.
2021시즌을 앞두고 K3리그의 대전 한국철도 축구단으로 이적했다.